# Dactylodenia klingeana
Dactylodenia klingeana är en orkidéart som först beskrevs av Paul Friedrich August Ascherson och Karl Otto Robert Peter Paul Graebner, och fick sitt nu gällande namn av Eduard Peitz. Dactylodenia klingeana ingår i släktet Dactylodenia, och familjen orkidéer. Inga underarter finns listade i Catalogue of Life.